# Ahmed Bouchaïb
Ahmed Bouchaïb, né le 13 juillet 1918 à Aïn Témouchent et mort le 22 janvier 2012 à Oran, est un homme politique algérien, indépendantiste et membre du Front de libération nationale jusqu'en juin 1965,.

## Biographie
Il participe à la réunion des 22, convoquée dans la deuxième quinzaine de juin 1954 par le CRUA qui s'est réuni dans une modeste villa du Clos Salambier appartenant à Lyès Deriche, où il est décidé le déclenchement de la lutte armée pour obtenir l’indépendance.
Il est par la suite élu député de l'Oranie à l'Assemblée constituante de 1963.